# Coulonces (Calvados)
Coulonces ist eine ehemalige französische Gemeinde mit 830 Einwohnern (Stand 1. Januar 2022), den Coulonçais, im Département Calvados in der Region Normandie.
Am 1. Januar 2016 wurde Coulonces im Zuge einer Gebietsreform zusammen mit sieben benachbarten Gemeinden als Ortsteil in die neue Gemeinde Vire Normandie eingegliedert.

## Geografie
Coulonces ist rund fünf Kilometer von Vire entfernt und wird im Norden vom Flüsschen Brévogne tangiert. Saint-Lô liegt etwa 33 Kilometer nordnordwestlich, Granville im Département Manche etwa 54 Kilometer westlich.

## Bevölkerungsentwicklung
| Jahr                             | 1793  | 1836  | 1876 | 1926 | 1946 | 1968 | 1990 | 2013 |
| Einwohner                        | 1.091 | 1.124 | 881  | 649  | 715  | 556  | 636  | 744  |
| Quelle: Cassini, EHESS und INSEE |       |       |      |      |      |      |      |      |

## Sehenswürdigkeiten
- Kirche Saint-Gilles aus dem 14./15. Jahrhundert, seit 1927 Monument historique[3]
- Schloss aus dem 15. Jahrhundert